# أغسطس س. كيني
أغسطس س. كيني (بالإنجليزية: Augustus C. Kinney)‏ هو طبيب أمريكي، ولد في 26 يوليو 1845 في موسكاتاين في الولايات المتحدة، وتوفي في 24 مارس 1908 في أوكلاند في الولايات المتحدة.